# Grow a Garden
Grow a Garden ist ein kostenfreies Computerspiel, das 2025 auf der Online-Spieleplattform Roblox veröffentlicht wurde. Die Mehrspieler-Landwirtschaftssimulation ist dafür bekannt, dass sie mehrere Rekorde für die größte Anzahl gleichzeitig spielender Nutzer gebrochen hat. Am 19. Juli 2025 waren mindestens 21,9 Millionen Spieler online. Zu den bisherigen CCU-Spitzenwerten zählen 21,3 Millionen am 21. Juni, dem Tag des „Sommer-Updates“, und über 5 Millionen am 17. Mai, womit der bisherige Rekord für ein Roblox-Spiel gebrochen wurde.

## Spielprinzip
Grow a Garden ist ein Idle-Game, bei dem es ums Gärtnern geht. Der Spieler beginnt mit einem leeren Stück Land zwischen den Feldern anderer Spieler und ein bisschen Spielgeld namens „Sheckles“ (¢), um Karottensamen zu kaufen. Durch das Pflanzen und Ernten von Pflanzen, die auch wachsen, wenn der Spieler offline ist, kann man mehr Sheckles verdienen, um nach und nach exotischere Pflanzensamen zu kaufen. Die Samen können ausverkauft sein, und wöchentlich werden exklusive Artikel veröffentlicht, die die Spieler online beanspruchen müssen, was dazu beiträgt, die Spielerbindung zu erhöhen. Der Entwickler beschäftigt zwei Teams, die sich speziell um die Entwicklung der Events kümmern.
Spieler können Haustiere bekommen, indem sie Lootboxen öffnen. Mit Roblox' eigener Premiumwährung Robux kann man die Wartezeit verkürzen, zusätzliche Vorteile bekommen und die Ernte anderer Spieler klauen. Die Grafik des Spiels hat Texturen, die an die alten Roblox-Spiele erinnern.

## Geschichte und Beliebtheit
Das Spiel wurde von einem anonymen 16-Jährigen mit dem Benutzernamen „BMWLux“ entwickelt. Jandels Splitting Point Studios hat im April einen Anteil an dem Spiel gekauft, als es noch etwa 1000 gleichzeitige Nutzer hatte. Laut Jandel hat der ursprüngliche Entwickler „50 % des Spiels“ und die erste Version wurde in nur drei Tagen entwickelt. Einige Zeit später hat die in Florida ansässige Roblox-Spieleentwicklungsfirma Do Big Studios eine Minderheitsbeteiligung übernommen. Do Big Studios wurde dafür kritisiert, dass sie zu viel Monetarisierung ins Spiel gebracht haben. Roblox listet das Spiel als Nummer eins in der Kategorie „Top-Verdiener“, doch Jandel hat sich geweigert, genaue Zahlen zu nennen.
Am 18. Mai kam das Spiel mit dem Update „Blood Moon“ raus und hat damit den bisherigen CCU-Rekord für ein Roblox-Spiel gebrochen, den vorher Blox Fruits hatte. Nach dem Update „Bizzy Bees“ am 31. Mai hat das Spiel über 11,7 Millionen CCU erreicht. Am 14. Juni kam das Update „Working Bees“ raus und hat das Spiel auf über 16 Millionen CCU gebracht. Wenn dies stimmt, hat das die höchste CCU in der Geschichte der Videospiele geknackt, die Fortnite im Dezember 2020 mit 15,3 Millionen CCU hatte. Zudem hat das Spiel die CCUs der meistgespielten Spiele auf Steam wie PUBG: Battlegrounds und Counter-Strike 2 mehrmals übertroffen. Am 21. Juni kam das „Sommer-Update“ raus, mit neuen Samen, Kosmetikartikeln und Events, und erreichte an diesem Tag einen Spitzenwert von 21 Millionen CCU.
Bis zum 1. August hat das Spiel über 21 Milliarden Besuche und etwa 6,6 Millionen Favoriten bekommen. Es ist das schnellste Roblox-Spiel, das eine Milliarde Besuche erreicht hat. Jandel gab an, dass etwa 35 % der Spieler unter 13 Jahre alt sind. Eine inoffizielle Kopie des Spiels findet man als Karte Fortnite Creative. Finanzpublikationen wie Investor's Business Daily, Barron's und Motley Fool haben den jüngsten Anstieg der Roblox-Aktienkurse – darunter ein Wachstum von 21 % im Juni – teilweise auf den plötzlichen Popularitätsschub von Grow a Garden zurückgeführt. Die Beliebtheit des Spiels hat Roblox geholfen, im zweiten Quartal 2025 durchschnittlich 111,8 Millionen aktive Nutzer pro Tag zu erreichen, was einem Wachstum von 41 Prozent gegenüber dem Vorjahr entspricht. In seinem Finanzbericht für das zweite Quartal 2025 hat das Unternehmen seine Prognose für die Buchungen (Kundenausgaben) für 2025 von 5,87 bis 5,97 Milliarden Dollar auf 5,29 bis 5,36 Milliarden Dollar angepasst, was den Aktienkurs um weitere 16 % steigen ließ.
Das Spiel hat am 25. Juni durchschnittlich etwa 3 Millionen CCU erreicht. Es wurden Bedenken geäußert, dass ein Teil der Spielerzahlen von Grow a Garden aus automatisierten Bot-Konten besteht. Roblox hat diese Idee zurückgewiesen und erklärt: „Unsere erste Analyse zeigt, dass es echt beliebt ist und nicht künstlich aufgeblasen wurde, was das echte Wachstum der Community bestätigt.“ Als das Spiel 5 Millionen CCU erreichte, behauptete die Investmentfirma TD Cowen, dass betrügerische Bot-Aktivitäten die Sichtbarkeit von Grow a Garden im Spielempfehlungsalgorithmus von Roblox künstlich erhöht hätten, und wies dabei auf einen „Anstieg“ der Account-Erstellungsraten in den Philippinen und Indonesien hin. Später widerrief es allerdings seine Manipulationsvorwürfe, wies jedoch auf den Anstieg hin. Einige Gegenstände im Spiel sind nur für kurze Zeit während Updates verfügbar, was Leute dazu bringen könnte, Bots zu verwenden, um sie zu sammeln. Viele Spieler bieten an, seltene Gegenstände über inoffizielle Kanäle wie eBay oder Discord gegen echtes Geld zu tauschen, obwohl das in den Nutzungsbedingungen von Roblox untersagt ist.

## Rezeption
Nicole Carpenter hat für Game File über das Spiel geschrieben und es als „FarmVille für die neue Generation“ bezeichnet, wobei sie auch seine Einfachheit hervorgehoben hat. Zack Zwiezen von „Kotaku“ meinte, dass das Spiel eher wie ein Prototyp als wie ein fertiges Spiel aussieht. Ted Litchfield von PC Gamer sagte als Außenstehender, dass es „irgendwie komisch ist, dass das Spiel so viel beliebter ist als alle anderen Spiele, über die ich je berichtet habe oder die ich gespielt habe“. PCGamesN hat es als eines der besten Roblox-Spiele von 2025 genannt, aber gesagt, dass es „ein ziemlich normales AFK-Spiel“ ist, obwohl es anscheinend „für Millionen von Roblox-Spielern schwer wegzulegen“ ist. Kieran Press-Reynolds schrieb für die New York Times, dass „kaum lange Artikel existieren, die dem Erfolg des Spiels entsprechen [...] es existieren nur kurze Videos“.